# 増位山太志郎
増位山 太志郎（ますいやま だいしろう、歌手活動時は「たいしろう」、1948年11月16日 - 2025年6月15日）は、東京都墨田区（大相撲の登録上は兵庫県姫路市）出身の元大相撲力士で、最高位は東大関。
引退後は10代三保ヶ関として三保ヶ関部屋師匠を務めた。日本相撲協会を退職した後は本格的に歌手（ムード歌謡・演歌）として活動し、ゴールデンミュージックプロモーションに所属した。

## 来歴・人物
7代目増位山。大関・増位山大志郎の長男として東京の三保ヶ関部屋で生まれる。生まれも育ちも東京都であるが、日本相撲協会発表の出身地は実父と同じ兵庫県姫路市となっており、番付の出身地欄も「兵庫」と記されていた。日大一中・一高では水泳部（競泳）に所属し、インターハイ出場の経験がある。

### 大相撲・現役時代
小学生の頃から相撲が好きで、入門前から三保ヶ関部屋の大部屋に入り浸る内に力士生活への憧れが芽生えた。中学2年のときに実父に相撲界への入門を志願したが断わられた。しかし、どうしても入門したかったため「ここで許されないなら他の部屋に入る!」と切り出し、父親も折れて入門を許し、1967年1月場所、瑞竜の四股名で初土俵。北の湖と同期であった。
三段目にいた1968年5月場所から父の四股名である増位山を継ぎ、1969年7月場所新十両と2年余りで関取の座を掴む。1970年3月場所に入幕したが負傷で何度か往復した。その後上位に進んでは大負けして落ちる繰り返しであったが、1979年9月場所（小結）より躍進、翌11月場所関脇で11勝4敗と三役で初の2桁勝利を達成し、2場所連続で三賞（技能賞）を獲得。
1980年1月場所は年齢的に最後のチャンスという覚悟で大関昇進に挑み、初日に対戦成績で18連敗中だった苦手の横綱・輪島を外掛けで破り勢いに乗った。この場所を12勝3敗で終え、高砂審判部長（元横綱朝潮）は「今場所の十二勝の成績や大関が現在一人である点を考慮する」と述べ、場所後の理事会で増位山の大関昇進を決定した。この前場所から大関は貴ノ花1人しかいない番付上の状況が増位山には有利に働き、この3場所合計31勝で直近の大関昇進の事例と比較すると勝率で劣ることや、副業（歌手）によるイメージダウンも「反対意見として押し切るには至らないとみられる」とされた。春日野理事長（元横綱・栃錦）は「増位山は多彩な技の持ち主だから、いかに自分を有利な体勢に持ち込むかが今後の課題」「優勝をねらえる大関になってほしい」とエールを送った。年6場所制が定着した1958年1月場所以降初土俵の力士では、旭國の28歳11ヶ月を上回る31歳2ヶ月の当時最年長（現在では琴光喜の31歳3ヵ月に次ぐ2番目）。新入幕から所要52場所での昇進は当時の最長記録で、史上初の親子大関が実現した。昇進に際し増位山は「今後は栄誉ある大関の地位を汚さぬよう努力していきたい。（中略）ここ三場所は自分の相撲が取れたので、それを忘れず、さらに上（横綱）をめざす気持ちでがんばる。番付ではおやじに追いついたが、本当はまだまだと思っている」と述べた。
しかし新大関の1980年3月場所は、右ヒジ関節挫傷で途中休場。場所後に昇進披露宴が行われ、俳優・歌手も含めた1500人余りが出席したが、昇進場所での不振との対比で「一億円の角番披露」と揶揄された。いきなり大関角番となった翌5月場所は、8勝7敗と勝ち越して角番脱出。その後も2場所連続の9勝6敗と1桁勝ち星がやっとで、1980年11月場所は3勝12敗と大きく負け越した。2度目の角番となった1981年1月場所は、10勝5敗と増位山自身大関として唯一の二桁勝利を挙げたが、これが大関としての最高成績だった。
1981年3月場所、2連勝の後2連敗したところで左ヒジ痛の悪化を理由に、同3月場所5日目限りで現役引退を表明した（取組相手の予定だった隆の里は不戦勝となる）。
増位山の大関在位はわずか7場所で、「短命大関」としては年6場所制以降、大受（在位5場所・関脇陥落）に次ぐ当時2位の最短記録となった。大関の地位で引退した力士としては、現在でも増位山が歴代1位の短命大関である。現役引退後は18代小野川を襲名するとともに、三保ヶ関部屋の部屋付き親方として後進の指導にあたった。
取り口はふわっとした立合いで相手の突進をそらし、右で廻しをつかむと投げや内掛け・外掛け・内無双と多彩な技を繰り出した。中でも相手を引きずるように打つ上手投げ・上手出し投げは増位山独特のものであった。

### 大相撲・親方時代
1984年11月に実父である9代三保ヶ関が定年退職し、10代三保ヶ関を襲名して部屋を継承した。親方としては、名門・日本大学相撲部で活躍した学生相撲出身者を数多く入門させ、小結・濱ノ嶋、幕内・肥後ノ海、十両・増健などをはじめ、エストニア出身の把瑠都、ロシア出身の阿覧らをスカウトして関取に育てた。一方で先代三保ヶ関と同じく運営方針として所属力士の個人後援会を認めなかったことで「けち」と指摘されることもあった。
なお、三保ヶ関部屋からは2003年12月に11代木瀬が7人の内弟子を連れて分家独立、2006年8月に17代尾上が6人の内弟子（幕内・把瑠都、十両・里山など）を連れて分家独立している。また多趣味で、父と同様に絵画は二科展入選の常連である。
大相撲野球賭博問題に揺れていた時期には11代木瀬と10代清見潟が暴力団と交際していることを暴露し、結果としてこの2人は維持員席問題により協会から処分を受けた。23歳から50歳くらいまでは1日に150本くらい吸うヘビースモーカーだったが、病気をしてから一切吸えなくなった。
日本相撲協会では、美声であるため審判委員を長期間務め、物言いがついた場合場内説明を任されるケースが審判部副部長就任前から多かった。2002年2月に監事（2008年に副理事に改称）に就任し、2012年1月まで5期10年務めた。在任中は審判部副部長を長く務めた。停年退職が近くなったため2012年2月に退任し、最後は役員待遇委員として監察委員会副委員長を務めた。
2013年11月場所限りで65歳の停年退職を迎えたものの、後継者がいないことから同年9月場所限りで三保ヶ関部屋の消滅が決定。三保ヶ関部屋消滅時に所属していた部屋関係者のうち床山だけは北の湖部屋へ、自身を含む親方2人と力士6人、世話人・行司各1人、呼出2人は春日野部屋へ、それぞれ10月3日付で移籍した。停年に際して1980年1月場所の初日に輪島を破った一番を思い出の相撲として挙げ「これまで十八連敗中でしたから、輪島関に勝って親子二代で大関昇進も決まりうれしかったです」と語っていた。

### ムード歌謡・演歌歌手として
師匠でもある実父から「相撲ばかりやっていては幅が出てこないし、色々な芸を経験して一芸に幅や奥行きが生まれる。何でもいいから大相撲以外で懸命にやってみろ」とアドバイスされため、現役力士時代の頃からムード歌謡・演歌歌手としても活動、レコードを多数リリースしている。1972年に「いろは恋唄」で歌手デビュー。その2年後の1974年に発売した3枚目のシングル「そんな夕子にほれました」が120万枚を超える売上を記録し初ヒットとなる。1977年8月に発売した「そんな女のひとりごと」は130万枚を超える売上を記録して、1978年に行なわれた「第11回日本有線大賞」では同曲で有線音楽賞とベストヒット賞を獲得した。リリースしたアルバムの中には、師匠・実父と共に吹き込んだ相撲甚句のレコードもあった。力士が出場する歌番組では審査員も務めたこともある。
本人は現役時代当時、印税のために歌手活動を行っていたわけではないとし、周囲が「増位山は相撲を取らないで歌ばかり歌っている」と勘違いすることに対しては釈然としなかったという。もっとも増位山の大関昇進を諮る理事会で師匠の三保ヶ関は「今後はキャバレーなどで一切歌わせない、レコーディングやテレビ出演は協会の許可を得てからにする」と公約し、協会内に根強かった歌手活動への批判をかわしている。
1985年から日本相撲協会が親方・力士のレコード発売やCM出演等の副業を原則的に禁止したため歌手活動は行っていなかったが、協会は旧譜の再発売については認めていた。その後、副業規制が緩和され、2007年10月、ともに横綱審議委員会の委員を務める内館牧子作詞、船村徹作曲の「水玉のスカーフ」で歌手として再デビューした。しかし、時津風部屋力士暴行死事件を受け公開レコーディングは中止となった。2008年6月、NHK・BS2で放送された『シリーズ　昭和の歌人たち「中山大三郎〜“人生いろいろ”から“珍島物語”〜」』に特別ゲストとして登場、生バンドをバックにかつてのヒット曲「男の背中」をテレビで久々に歌唱した。
上述の通り2013年11月場所で日本相撲協会を定年退職。同年12月4日、現役時代のしこ名である「増位山太志郎」の名義で、新曲「夕子のお店」の発表会を開催。「これからは歌一本。大相撲では大関止まりでしたが、今後は歌手で横綱を目指します」と改めて歌手として再出発の決意をコメントした。同曲および次作の「冬子のブルース」で、翌2014年の「第56回日本レコード大賞」企画賞を受賞した。
甘く囁くような歌声が持ち味。ラジオ番組『コサキンDEワァオ!』（TBSラジオ）では「小スケベ声」と呼ばれてネタにされた。鳩レースが趣味で、同じくレース鳩の飼育で知られる演歌歌手の同業・新沼謙治と意気投合している（ただし新沼は現在鳩を飼っていない）。またサックスも好きで、1日に4時間から5時間演奏していた。

### 死去
2025年6月15日、肝不全のため死去。76歳没。2022年12月に体調不良を訴え、敗血症と診断された。以降は活動を休止し、療養とリハビリを続けていた。死去に際しての弟子・関係者のコメントは以下のとおり。
- 17代尾上（元小結・濱ノ嶋）「お世話になり、感謝しかないです。厳しい時は厳しいが、オンとオフがはっきりしている、やることをやっていればうるさく言わないオヤジだった。あのオヤジじゃなければ、今の自分はいません」
- 11代木瀬（元幕内・肥後ノ海）「怒られたことはあまりない。自由にさせてもらいました。ガミガミ言うタイプではありませんでした。入門した時、（師匠の）現役の相撲は見たことがなかったので、歌っている姿しか知らなかった。（入門後）歌を生で聴いて、テレビで聴いてた歌だと思いました」
- 12代待乳山（元小結・播竜山）「いろいろお世話になりました。どちらかといえばうるさくはないタイプで、自由にやらせてくれた。やっていることをやっていれば、何も言わなかったので、やりやすかったです」
- 22代千賀ノ浦（元幕内・里山）「稽古場では一切言わないけど、1回だけ言われたことがあります。大阪場所前の稽古で気合が入らない日があって、それを見抜かれました。『待乳山親方、胸を出してやってください』と言って、ぶつかり稽古で転がされました。そこから気合が入りました。稽古場は、師匠がいるだけでピリッとした雰囲気になったけど、ちゃんこの時はレコードにまつわるエピソードとか、思い出話をしてくれました。すごい楽しかった」
- 若者頭・虎伏山（元幕下）「温厚な方でした。例えば場所前の部屋の激励会の時。若い衆はちゃんこを作ったり、引き出物を準備したりします。でも、パーティーの前に、まずは食べてから働こうかと言って、食事を準備して食べさせてくれました。（2013年10月に三保ヶ関部屋は閉鎖したが）今でもOB会があります。OBが集まりやすい部屋なんです。それがすべてを物語っているんじゃないですか」

## 主な成績
- 通算成績：597勝538敗18休　勝率.526
- 幕内成績：422勝435敗18休　勝率.492
- 大関成績：44勝44敗7休　勝率.500
- 現役在位：86場所
- 幕内在位：59場所
- 大関在位：7場所
- 三役在位：10場所 (関脇4場所、小結6場所)
- 三賞：5回
  - 技能賞：5回（1972年11月場所、1974年5月場所、1979年9月場所・11月場所、1980年1月場所）
- 金星：4個（北の富士1個、輪島3個）
- 各段優勝：十両優勝：1回（1972年1月場所）

### 場所別成績
| | 一月場所 初場所（東京） | 三月場所 春場所（大阪） | 五月場所 夏場所（東京） | 七月場所 名古屋場所（愛知） | 九月場所 秋場所（東京） | 十一月場所 九州場所（福岡） |
| --- | ----------------------- | ----------------------- | ----------------------- | --------------------------- | ----------------------- | --------------------------- |
| 1967年 （昭和42年） | （前相撲）              | 西序ノ口8枚目 6–1       | 東序二段81枚目 4–3      | 西序二段41枚目 6–1          | 東三段目92枚目 6–1      | 東三段目49枚目 4–3          |
| 1968年 （昭和43年） | 西三段目38枚目 5–2      | 西三段目14枚目 4–3      | 東三段目4枚目 5–2       | 東幕下46枚目 5–2            | 西幕下31枚目 3–4        | 西幕下36枚目 5–2            |
| 1969年 （昭和44年） | 東幕下20枚目 6–1        | 東幕下5枚目 4–3         | 西幕下2枚目 6–1         | 東十両12枚目 7–8            | 西十両13枚目 9–6        | 東十両10枚目 9–6            |
| 1970年 （昭和45年） | 東十両5枚目 11–4        | 西前頭11枚目 7–8        | 東十両筆頭 9–6          | 西前頭12枚目 7–8            | 東十両2枚目 8–7         | 西十両2枚目 7–8             |
| 1971年 （昭和46年） | 西十両2枚目 9–6         | 西前頭11枚目 9–6        | 西前頭7枚目 9–6         | 東前頭2枚目 3–11–1          | 東前頭11枚目 1–4–10     | 東十両7枚目 7–8             |
| 1972年 （昭和47年） | 西十両8枚目 優勝 12–3   | 西前頭13枚目 6–9        | 東十両4枚目 9–6         | 東十両2枚目 9–6             | 東前頭13枚目 10–5       | 西前頭4枚目 9–6 技          |
| 1973年 （昭和48年） | 西小結 5–10             | 西前頭3枚目 5–10        | 東前頭10枚目 8–7        | 西前頭7枚目 10–5            | 東前頭筆頭 6–9          | 東前頭5枚目 8–7             |
| 1974年 （昭和49年） | 東前頭2枚目 5–10 ★      | 西前頭7枚目 8–7         | 東前頭4枚目 12–3 技★    | 東小結 8–7                  | 東小結 5–10             | 西前頭4枚目 6–9             |
| 1975年 （昭和50年） | 東前頭6枚目 9–6         | 東前頭2枚目 8–7 ★       | 東前頭筆頭 6–9 ★        | 西前頭4枚目 9–6             | 東前頭筆頭 6–9          | 東前頭4枚目 6–9             |
| 1976年 （昭和51年） | 東前頭7枚目 8–7         | 東前頭5枚目 8–7         | 東前頭筆頭 5–10         | 西前頭5枚目 5–10            | 東前頭10枚目 9–6        | 東前頭4枚目 6–9             |
| 1977年 （昭和52年） | 西前頭7枚目 10–5        | 東小結 5–10             | 東前頭5枚目 8–7         | 東前頭2枚目 8–7             | 東前頭筆頭 5–10         | 西前頭3枚目 4–11            |
| 1978年 （昭和53年） | 西前頭9枚目 8–7         | 東前頭6枚目 9–6         | 東前頭2枚目 8–7         | 東小結 8–7                  | 東関脇 8–7              | 東関脇 6–9                  |
| 1979年 （昭和54年） | 東前頭筆頭 6–9          | 西前頭3枚目 8–7         | 東前頭筆頭 6–9          | 東前頭3枚目 8–7             | 東小結 8–7 技           | 西関脇 11–4 技              |
| 1980年 （昭和55年） | 東関脇 12–3 技          | 東大関 3–5–7            | 西大関 8–7              | 西大関 9–6                  | 西大関 9–6              | 西大関 3–12                 |
| 1981年 （昭和56年） | 西大関 10–5             | 西大関 引退 2–3–0       | x                       | x                           | x                       | x                           |
| 各欄の数字は、「勝ち-負け-休場」を示す。 優勝 引退 休場 十両 幕下 三賞：敢=敢闘賞、殊=殊勲賞、技=技能賞 その他：★=金星 番付階級：幕内 - 十両 - 幕下 - 三段目 - 序二段 - 序ノ口 幕内序列：横綱 - 大関 - 関脇 - 小結 - 前頭（「#数字」は各位内の序列） |                         |                         |                         |                             |                         |                             |

## 合い口
- 元横綱・玉の海には1敗。
- 元横綱・北の富士には2勝2敗。
- 元横綱・琴櫻には5敗。琴櫻の大関在位中は3敗、横綱昇進後は2敗。
- 元横綱・輪島には8勝30敗。輪島の大関在位中は2敗、横綱昇進後は6勝26敗。
- 元横綱・若乃花(2代)には3勝26敗。若乃花の大関在位中は5敗、横綱昇進後は15敗。
- 元横綱・三重ノ海には10勝19敗。三重ノ海の大関在位中は5勝9敗、横綱昇進後は1勝3敗。
- 元横綱・千代の富士には4勝8敗。いずれも千代の富士が大関・横綱に昇進前の対戦である。
- 元横綱・隆の里には8勝6敗(不戦敗1を含む)。いずれも隆の里が大関・横綱に昇進前の対戦である。
- 元大関・清國には3敗。
- 元大関・前の山には2勝3敗。前の山の大関在位中は1敗。
- 元大関・大麒麟には5勝5敗(不戦勝1を含む)。
- 元大関・貴ノ花には13勝21敗(不戦勝1を含む)。大関同士の対戦は1勝3敗。
- 元大関・大受には6勝11敗。大受の大関在位中は1勝2敗。
- 元大関・魁傑には11勝17敗。魁傑の大関在位中は3勝5敗。
- 元大関・旭國には8勝19敗。旭國の大関在位中は3勝10敗。
- 元大関・琴風には3勝7敗。いずれも琴風の大関昇進前の対戦である。
- 元大関・若島津には1勝。若島津の入幕2場所目の対戦である。
- 元大関・朝汐(4代)には7勝5敗。いずれも朝汐の大関昇進前の対戦である。

## 幕内対戦成績
| 力士名 | 勝数  | 負数 | 力士名      | 勝数 | 負数 | 力士名    | 勝数 | 負数 | 力士名     | 勝数 | 負数 |
| ------ | ----- | ---- | ----------- | ---- | ---- | --------- | ---- | ---- | ---------- | ---- | ---- |
| 青葉城 | 3     | 7    | 青葉山      | 6    | 5    | 朝汐(4代) | 7    | 5    | 淺瀬川     | 0    | 2    |
| 朝登   | 2     | 0    | 旭國        | 8    | 19   | 天ノ山    | 3    | 1    | 嵐山       | 1    | 0    |
| 荒勢   | 7     | 14   | 大潮        | 5    | 4    | 巨砲      | 5    | 2(1) | 大錦       | 5    | 3    |
| 大ノ海 | 1     | 0    | 大登        | 1    | 1    | 大鷲      | 7    | 3    | 魁輝       | 10   | 5    |
| 魁傑   | 11    | 17   | 和晃        | 1    | 0    | 北瀬海    | 5    | 9    | 北の富士   | 2    | 2    |
| 清國   | 0     | 3    | 麒麟児      | 9    | 8    | 蔵間      | 7    | 6    | 黒瀬川     | 8    | 1    |
| 黒姫山 | 20    | 14   | 高鉄山      | 2    | 0    | 琴風      | 3    | 7    | 琴ヶ嶽     | 1    | 2    |
| 琴櫻   | 0     | 5    | 琴乃富士    | 2    | 2    | 琴若      | 0    | 1    | 金剛       | 5    | 6    |
| 蔵玉錦 | 4     | 1    | 佐田の海    | 1    | 0    | 白田山    | 1    | 1    | 大旺       | 2    | 1    |
| 大峩   | 1     | 5    | 大麒麟      | 5(1) | 5    | 大豪      | 2    | 0    | 大受       | 6    | 11   |
| 大雪   | 1     | 4(1) | 大文字      | 1    | 0    | 大雄      | 4    | 2    | 隆の里     | 8    | 6(1) |
| 貴ノ花 | 13(1) | 21   | 高見山      | 11   | 6    | 谷嵐      | 2    | 0    | 玉輝山     | 4    | 3    |
| 玉の海 | 0     | 1    | 玉ノ富士    | 12   | 11   | 千代櫻    | 2    | 0    | 千代の富士 | 4    | 8    |
| 照櫻   | 2     | 1    | 出羽の花    | 6    | 4    | 天龍      | 5    | 1    | 時葉山     | 3    | 2    |
| 栃赤城 | 5     | 4    | 栃東        | 6    | 5    | 栃勇      | 1    | 0    | 栃王山     | 1    | 2    |
| 栃光   | 12    | 9    | 栃富士      | 1    | 0    | 羽黒岩    | 9    | 7    | 長谷川     | 10   | 6    |
| 福の花 | 7     | 5    | 富士櫻      | 13   | 13   | 藤ノ川    | 1    | 0    | 二子岳     | 6    | 4    |
| 双津竜 | 7     | 2    | 鳳凰        | 4    | 1    | 前の山    | 2    | 3    | 舛田山     | 5    | 3    |
| 丸山   | 1     | 0    | 三重ノ海    | 10   | 19   | 三杉磯    | 2    | 0    | 陸奥嵐     | 6    | 3    |
| 豊山   | 9     | 10   | 吉の谷      | 3    | 0    | 義ノ花    | 1    | 1    | 琉王       | 3    | 4(1) |
| 龍虎   | 0     | 3    | 若獅子      | 3    | 6    | 若島津    | 1    | 0    | 若浪       | 2    | 2    |
| 若ノ海 | 10    | 2    | 若乃花(2代) | 3    | 26   | 若二瀬    | 4    | 1    | 輪島       | 8    | 30   |
| 鷲羽山 | 8     | 9    |             |      |      |           |      |      |            |      |      |

## ディスコグラフィ

### シングル
| #  | 発売日          | 曲順 | タイトル                     | 作詞         | 作曲       | 編曲       | レーベル          | 規格品番   |
| -- | --------------- | ---- | ---------------------------- | ------------ | ---------- | ---------- | ----------------- | ---------- |
| 1  | 1972年 7月      | A面  | いろは恋唄                   | 小島貞二     | 山路進一   | 山路進一   | キャニオン        | A-122      |
| 1  | 1972年 7月      | B面  | でっかくゆこうぜ             | 小島貞二     | 山路進一   | 山路進一   | キャニオン        | A-122      |
| 2  | 1974年 7月      | A面  | 両国エレジー                 | 不詳         | 不詳       | [ 注 10 ]  | CBS ソニー        | SOLB-160   |
| 3  | 1974年 8月10日  | A面  | そんな夕子にほれました       | 海老名香葉子 | 山路進一   | 竜崎孝路   | マキシム レコード | MR-2012    |
| 3  | 1974年 8月10日  | B面  | 恋がたみ                     | 五月いつか   | 竹田喬     | 竜崎孝路   | マキシム レコード | MR-2012    |
| 4  | 1975年          | A面  | 雪子                         | 海老名香葉子 | 山路進一   | 竜崎孝路   | マキシム レコード | MR-2017    |
| 4  | 1975年          | B面  | 女ひとりに                   | 五月いつか   | 伊藤雪彦   | 竜崎孝路   | マキシム レコード | MR-2017    |
| 5  | 1976年          | A面  | 夜霧が泣いてる               | 悠木圭子     | 鈴木淳     | 京建輔     | ローヤル レコード | MR-2025    |
| 5  | 1976年          | B面  | 恋ごよみ                     | 悠木圭子     | 鈴木淳     | 京建輔     | ローヤル レコード | MR-2025    |
| 6  | 1976年          | A面  | 誰か夕子を知らないか         | たかたかし   | 司啓介     | 竜崎孝路   | オニオン レコード | MR-3001    |
| 6  | 1976年          | B面  | いいわけ                     | いわせ灯詩   | 司啓介     | 竜崎孝路   | オニオン レコード | MR-3001    |
| 7  | 1977年 3月25日  | A面  | そんな夕子にほれました       | 海老名香葉子 | 山路進一   | かみたかし | ユニオン レコード | UC-39      |
| 7  | 1977年 3月25日  | B面  | 粋な別れ                     | 浜口庫之助   | 浜口庫之助 | かみたかし | ユニオン レコード | UC-39      |
| 8  | 1977年 4月25日  | A面  | 今度逢えたら                 | 木未野奈     | 大野弘也   | 伊藤雪彦   | ユニオン レコード | UC-40      |
| 8  | 1977年 4月25日  | B面  | 別れたんだね                 | 木未野奈     | 伊藤雪彦   | 伊藤雪彦   | ユニオン レコード | UC-40      |
| 9  | 1977年 8月25日  | A面  | そんな女のひとりごと         | 木未野奈     | 徳久広司   | 伊藤雪彦   | ユニオン レコード | UC-46      |
| 9  | 1977年 8月25日  | B面  | お前が可愛い                 | 木未野奈     | 大野弘也   | 斉藤恒夫   | ユニオン レコード | UC-46      |
| 10 | 1978年 4月25日  | A面  | お店ばなし                   | 木未野奈     | 徳久広司   | 伊藤雪彦   | ユニオン レコード | UC-56      |
| 10 | 1978年 4月25日  | B面  | ゆきずり                     | 木未野奈     | 徳久広司   | 伊藤雪彦   | ユニオン レコード | UC-56      |
| 11 | 1978年 10月25日 | A面  | そんなナイト・パブ           | 水木怜       | 徳久広司   | 竜崎孝路   | ユニオン レコード | UC-76      |
| 11 | 1978年 10月25日 | B面  | だから女は泣くのです         | 池田充男     | 伊藤雪彦   | 伊藤雪彦   | ユニオン レコード | UC-76      |
| 12 | 1979年 10月25日 | A面  | いたわりあい                 | 石坂まさを   | 中谷昭明   | 竜崎孝路   | ユニオン レコード | UC-92      |
| 12 | 1979年 10月25日 | B面  | 東京ぐらし                   | 石坂まさを   | 山田隼人   | 竜崎孝路   | ユニオン レコード | UC-92      |
| 13 | 1980年 3月8日   | A面  | 新宿慕情                     | 石坂まさを   | 紺野章     | 伊藤雪彦   | ユニオン レコード | UC-102     |
| 13 | 1980年 3月8日   | B面  | 待たせてごめんよ             | 初信之介     | 徳久広司   | 伊藤雪彦   | ユニオン レコード | UC-102     |
| 14 | 1980年 8月25日  | A面  | 別れたそうね                 | たかたかし   | 徳久広司   | 伊藤雪彦   | ユニオン レコード | UC-107     |
| 14 | 1980年 8月25日  | B面  | 一緒になろう                 | 木未野奈     | 伊藤雪彦   | 伊藤雪彦   | ユニオン レコード | UC-107     |
| 15 | 1981年 8月25日  | A面  | 男の背中                     | 中山大三郎   | 中山大三郎 | 京建輔     | ユニオン レコード | UE-507     |
| 15 | 1981年 8月25日  | B面  | 愛のさすらい                 | 中山大三郎   | 中山大三郎 | 京建輔     | ユニオン レコード | UE-507     |
| 16 | 1982年 3月25日  | A面  | 大大阪音頭                   | 滝田常晴     | 遠藤実     | 只野通泰   | ユニオン レコード | UE-515     |
| 16 | 1982年 3月25日  | B面  | ちょいと大阪                 | 大谷英雄     | 遠藤実     | 只野通泰   | ユニオン レコード | UE-515     |
| 17 | 1983年 1月21日  | A面  | とにかく、あした             | 来生えつこ   | 来生たかお | 小谷充     | ユニオン レコード | UE-532     |
| 17 | 1983年 1月21日  | B面  | 明日からふたり               | 藤原典男     | 小谷充     | 小谷充     | ユニオン レコード | UE-532     |
| 18 | 1983年 4月21日  | A面  | 雨ふる湖南線                 | 初信之介     | 朴椿石     | 小谷充     | ユニオン レコード | UE-540     |
| 18 | 1983年 4月21日  | B面  | 太田ブルース                 | 初信之介     | 金富海     | 小谷充     | ユニオン レコード | UE-540     |
| 19 | 1983年 4月21日  | A面  | 釜山港へ帰れ                 | 三佳令二     | 黄善友     | 小谷充     | ユニオン レコード | UE-541     |
| 19 | 1983年 4月21日  | B面  | 木浦の涙                     | 三佳令二     | 孫牧人     | 小谷充     | ユニオン レコード | UE-541     |
| 20 | 1983年 8月21日  | A面  | 雪虫                         | 池田充男     | 弦哲也     | 竜崎孝路   | ユニオン レコード | UE-551     |
| 20 | 1983年 8月21日  | B面  | ヨコハマ恋物語               | はぞのなな   | 岡千秋     | かみたかし | ユニオン レコード | UE-551     |
| 21 | 1984年 6月1日   | A面  | 大田ブルース                 | 三佳令二     | 金富海     | 小谷充     | ユニオン レコード | UE-564     |
| 21 | 1984年 6月1日   | B面  | 終列車の女                   | 初信之介     | 徐永恩     | 小谷充     | ユニオン レコード | UE-564     |
| 22 | 1984年 6月21日  | A面  | 女の横顔                     | 中山大三郎   | 中山大三郎 | 竜崎孝路   | ユニオン レコード | UE-563     |
| 22 | 1984年 6月21日  | B面  | あじさいの別れ               | 横山聖仁郎   | 横山聖仁郎 | 竜崎孝路   | ユニオン レコード | UE-563     |
| 23 | 1985年 2月21日  | A面  | 男の真夜中                   | 中山大三郎   | 久我山明   | 竜崎孝路   | ユニオン レコード | UE-579     |
| 23 | 1985年 2月21日  | B面  | 愛ある別れ                   | 石坂まさを   | 久我山明   | 竜崎孝路   | ユニオン レコード | UE-579     |
| 24 | 1985年 9月21日  | A面  | 五木恋しや                   | 初信之介     | 木村好夫   | 池多孝春   | ユニオン レコード | UE-583     |
| 24 | 1985年 9月21日  | B面  | 遠きふるさと                 | 初信之介     | 初信之介   | 池多孝春   | ユニオン レコード | UE-583     |
| 25 | 1986年 1月21日  | A面  | そして…男は                  | 中山大三郎   | 中山大三郎 | 竜崎孝路   | ユニオン レコード | UE-585     |
| 25 | 1986年 1月21日  | B面  | 止まり木夢もよう             | 千葉宏子     | 大田かおる | 山田慧     | ユニオン レコード | UE-585     |
| 26 | 1986年 4月21日  | A面  | 夢酒場                       | 中山大三郎   | 中山大三郎 | 竜崎孝路   | ユニオン レコード | UE-586     |
| 26 | 1986年 4月21日  | B面  | いつか逢う日を夢みて2        | 中山大三郎   | 中山大三郎 | 伊藤雪彦   | ユニオン レコード | UE-586     |
| 27 | 1988年 9月25日  | A面  | 愛・さすらい                 | 石坂まさを   | 木村好夫   | 斉藤恒夫   | ミノル フォン     | 7KA-44     |
| 27 | 1988年 9月25日  | B面  | そんな夕子にほれました(新録) | 海老名香葉子 | 山路進一   | かみたかし | ミノル フォン     | 7KA-44     |
| 28 | 1989年 9月25日  | A面  | 昭和流行歌                   | 三浦弘       | 三浦弘     | 竜崎孝路   | ミノル フォン     | 7KA-51     |
| 28 | 1989年 9月25日  | B面  | お馴染みさん                 | 石坂まさを   | 高橋直人   | 小谷充     | ミノル フォン     | 7KA-51     |
| 29 | 1990年 5月25日  | 01   | 何処でどうしているだろか     | 横山聖仁郎   | 横山聖仁郎 | 小谷充     | ミノル フォン     | TKDA-30077 |
| 29 | 1990年 5月25日  | 02   | 色はにおえど…                | 水上たかし   | 横山聖仁郎 | 小谷充     | ミノル フォン     | TKDA-30077 |
| 30 | 2007年 10月3日  | 01   | 水玉のスカーフ               | 内館牧子     | 船村徹     | 蔦将包     | 日本 クラウン     | CRCN-1319  |
| 30 | 2007年 10月3日  | 02   | 女房に捧ぐ                   | 内館牧子     | 船村徹     | 蔦将包     | 日本 クラウン     | CRCN-1319  |
| 31 | 2013年 2月13日  | 01   | 夢の花 咲かそう              | たかたかし   | 弦哲也     | 前田俊明   | テイチク          | TECA-12410 |
| 31 | 2013年 2月13日  | 02   | 男の舞台                     | たかたかし   | 弦哲也     | 前田俊明   | テイチク          | TECA-12410 |
| 32 | 2013年 11月20日 | 01   | 夕子のお店                   | たかたかし   | 弦哲也     | 前田俊明   | テイチク          | TECA-12485 |
| 32 | 2013年 11月20日 | 02   | 女のきもち                   | たかたかし   | 弦哲也     | 前田俊明   | テイチク          | TECA-12485 |
| 33 | 2014年 9月17日  | 01   | 冬子のブルース               | 池田充男     | 弦哲也     | 前田俊明   | テイチク          | TECA-12545 |
| 33 | 2014年 9月17日  | 02   | この指と〜まれ!              | 岡本圭司     | 弦哲也     | 前田俊明   | テイチク          | TECA-12545 |
| 34 | 2015年 5月20日  | 01   | あき子慕情                   | 池田充男     | 徳久広司   | 竜崎孝路   | テイチク          | TECA-13601 |
| 34 | 2015年 5月20日  | 02   | 小春酒                       | 池田充男     | 徳久広司   | 竜崎孝路   | テイチク          | TECA-13601 |
| 35 | 2016年 1月20日  | 01   | 男のコップ酒                 | 松井由利夫   | 岡千秋     | 南郷達也   | テイチク          | TECA-13649 |
| 35 | 2016年 1月20日  | 02   | 故郷ごころ                   | 建石一       | 岡千秋     | 南郷達也   | テイチク          | TECA-13649 |
| 36 | 2016年 9月21日  | 01   | 白雪草                       | 下地亜記子   | 徳久広司   | 南郷達也   | テイチク          | TECA-13708 |
| 36 | 2016年 9月21日  | 02   | 奥能登しぐれ                 | 下地亜記子   | 徳久広司   | 南郷達也   | テイチク          | TECA-13708 |
| 37 | 2017年 4月19日  | 01   | 酒みれん                     | 仁井谷俊也   | 叶弦大     | 南郷達也   | テイチク          | TECA-13754 |
| 37 | 2017年 4月19日  | 02   | 京都二寧坂                   | 松井由利夫   | 叶弦大     | 南郷達也   | テイチク          | TECA-13754 |
| 38 | 2018年 1月17日  | 01   | 泣き虫                       | 久仁京介     | 花岡優平   | 矢野立美   | テイチク          | TECA-13821 |
| 38 | 2018年 1月17日  | 02   | ほんの小さな過去だから       | 紙中礼子     | 花岡優平   | 矢野立美   | テイチク          | TECA-13821 |
| 39 | 2018年 9月19日  | 01   | 港です 女です 涙です         | 山口洋子     | 徳久広司   | 南郷達也   | テイチク          | TECA-13876 |
| 39 | 2018年 9月19日  | 02   | 今日からふたり               | 徳久広司     | 徳久広司   | 南郷達也   | テイチク          | TECA-13876 |
| 40 | 2019年 5月15日  | 01   | ごめんよ麗子                 | 麻こよみ     | 徳久広司   | 南郷達也   | テイチク          | TECA-13929 |
| 40 | 2019年 5月15日  | 02   | 本気で惚れた人               | 麻こよみ     | 徳久広司   | 南郷達也   | テイチク          | TECA-13929 |
| 41 | 2020年 1月15日  | 01   | 涙の夜風                     | 麻こよみ     | 宮下健治   | 南郷達也   | テイチク          | TECA-20009 |
| 41 | 2020年 1月15日  | 02   | 北国なみだ雨                 | 麻こよみ     | 宮下健治   | 南郷達也   | テイチク          | TECA-20009 |
| 42 | 2021年 1月20日  | 01   | 別れの彼方                   | 森田いづみ   | 宮下健治   | 南郷達也   | テイチク          | TECA-21003 |
| 42 | 2021年 1月20日  | 02   | かならず明日はやってくる     | 森田いづみ   | 宮下健治   | 南郷達也   | テイチク          | TECA-21003 |
| 43 | 2022年 2月16日  | 01   | おとなの春に…                | 石原信一     | 浜圭介     | 猪股義周   | テイチク          | TECA-22003 |
| 43 | 2022年 2月16日  | 02   | 桜よ散るがいい               | 数丘夕彦     | 浜圭介     | 猪股義周   | テイチク          | TECA-22003 |

#### デュエット・シングル
| 発売日          | デュエット | 曲順 | タイトル                              | 作詞       | 作曲       | 編曲       | レーベル          | 規格品番   |
| --------------- | ---------- | ---- | ------------------------------------- | ---------- | ---------- | ---------- | ----------------- | ---------- |
| 1975年          | 秋ゆうこ   | A面  | いつか逢う日を夢みて                  | 中山大三郎 | 中山大三郎 | 伊藤雪彦   | マキシム レコード | MR-2022    |
| 1975年          | -          | B面  | 札幌の夜 (歌：増位山太志郎)           | 関口義明   | 菊池一夫   | 伊藤雪彦   | マキシム レコード | MR-2022    |
| 1979年 10月25日 | 沢田嘉津枝 | A面  | だから今夜は…                         | 初信之介   | 徳久広司   | 竜崎孝路   | ユニオン レコード | UC-86      |
| 1979年 10月25日 | -          | B面  | あなた任せの私なの (歌：増位山太志郎) | 石坂まさを | 紺野章     | 竜崎孝路   | ユニオン レコード | UC-86      |
| 1981年 11月25日 | 長沢薫     | A面  | いつか逢う日を夢みて                  | 中山大三郎 | 中山大三郎 | 伊藤雪彦   | ユニオン レコード | UE-501     |
| 1981年 11月25日 | -          | B面  | ゆうがお慕情 (歌：増位山太志郎)       | みなみ修   | 岩崎ヒロシ | 伊藤雪彦   | ユニオン レコード | UE-501     |
| 1982年 8月21日  | 長沢薫     | A面  | 夜の恋の物語                          | 吉法かずさ | 徳久広司   | 竜崎孝路   | ユニオン レコード | UE-525     |
| 1982年 8月21日  | -          | B面  | こころ酒 (歌：増位山太志郎)           | 石坂まさを | 木村好夫   | 斉藤恒夫   | ユニオン レコード | UE-525     |
| 1983年 1月21日  | 川中美幸   | A面  | マイク片手にカラオケ人生              | 大高ひさを | 村沢良介   | 伊藤雪彦   | ユニオン レコード | UE-536     |
| 1983年 1月21日  | 川中美幸   | B面  | 私はあなたの涙です                    | 大高ひさを | 村沢良介   | 伊藤雪彦   | ユニオン レコード | UE-536     |
| 1984年 12月1日  | 日野美歌   | A面  | 大阪恋めぐり                          | 幸村リウ   | 小林正二   | 馬飼野俊一 | ユニオン レコード | UE-574     |
| 1984年 12月1日  | 日野美歌   | B面  | 信じあえたら                          | 山田孝雄   | 四方章人   | 馬飼野俊一 | ユニオン レコード | UE-574     |
| 2012年 7月25日  | 松居直美   | 01   | 秘そやかに華やかに                    | 建石一     | 徳久広司   | 池多孝春   | テイチク          | TECA-12363 |
| 2012年 7月25日  | 松居直美   | 02   | だから今夜は…                         | 初信之介   | 徳久広司   | 竜崎孝路   | テイチク          | TECA-12363 |
| 2013年 7月17日  | 松居直美   | 01   | 男と女のオルゴール                    | 建石一     | 徳久広司   | 池多孝春   | テイチク          | TECA-12459 |
| 2013年 7月17日  | -          | 02   | 想い出さがし (歌：増位山太志郎)       | 建石一     | 徳久広司   | 前田俊明   | テイチク          | TECA-12459 |
| 2014年 7月23日  | 菊地まどか | 01   | 屋形船                                | 建石一     | 岡千秋     | 南郷達也   | テイチク          | TECA-12535 |
| 2014年 7月23日  | 菊地まどか | 02   | 駅あかり                              | 建石一     | 岡千秋     | 南郷達也   | テイチク          | TECA-12535 |

### アルバム
- LP

| 発売日         | タイトル                                                            | レーベル         | 規格品番 |
| -------------- | ------------------------------------------------------------------- | ---------------- | -------- |
| 1974年         | 増位山が唄う…夜の盛り場慕情－そんな夕子にほれました－               | マキシムレコード | MM-2001  |
| 1975年         | ヒットムード歌謡熱唱!－雪子－                                       | マキシムレコード | MM-2002  |
| 1975年         | 女ごころを唄う ベスト14－いつか逢う日を夢みて〜札幌の夜－           | マキシムレコード | MM-2003  |
| 1976年         | 増位山が唄う オリジナル艶歌考14                                     | オニオンレコード | MM-2004  |
| 1976年         | 増位山が唄う ヒット歌謡・艶歌14                                     | オニオンレコード | MM-2005  |
| 1977年         | 今度逢えたら                                                        | ユニオンレコード | GU-9     |
| 1977年         | そんな女のひとりごと                                                | ユニオンレコード | GU-13    |
| 1977年         | オリジナル演歌のすべて そんな夕子にほれました〜そんな女のひとりごと | ユニオンレコード | GU-16    |
| 1978年         | 演歌のすべて・お店ばなし                                            | ユニオンレコード | GU-18    |
| 1978年         | オリジナルベスト                                                    | ユニオンレコード | GU-23    |
| 1979年         | だから今夜は…                                                       | ユニオンレコード | GU-26    |
| 1979年         | 熱唱リサイタル                                                      | ユニオンレコード | GU-28    |
| 1979年         | オリジナルベスト そんな女のひとりごと〜いたわりあい                 | ユニオンレコード | GU-32    |
| 1980年         | 演歌のこころ 新宿慕情                                               | ユニオンレコード | GU-34    |
| 1980年         | オリジナルベスト16                                                  | ユニオンレコード | GU-38    |
| 1982年         | 夜の恋の物語                                                        | ユニオンレコード | GU-43    |
| 1983年3月21日  | 哀愁の韓国ひとり旅                                                  | ユニオンレコード | GU-44    |
| 1983年5月21日  | オリジナルベスト とにかく、あした                                   | ユニオンレコード | GU-46    |
| 1983年10月21日 | "ひとつの哀歌"〜木村好夫のギターで綴る〜                            | ユニオンレコード | GU-52    |
| 1984年8月21日  | ベストヒット演歌 女の横顔                                           | ユニオンレコード | GU-59    |
| 1985年2月21日  | ふたりのめぐり逢い                                                  | ユニオンレコード | GU-65    |
| 1985年10月21日 | 演歌ごころ旅ごころ〜五木恋しや〜                                    | ユニオンレコード | GU-69    |

- CD

| 発売日         | タイトル                                   | レーベル         | 規格品番       |
| -------------- | ------------------------------------------ | ---------------- | -------------- |
| 1985年1月21日  | オリジナルベスト                           | ユニオンレコード | 35CH-18        |
| 1985年6月1日   | ふたりのめぐり逢い                         | ユニオンレコード | 30CH-30        |
| 1985年11月21日 | 演歌ごころ旅ごころ〜五木恋しや〜           | ユニオンレコード | 30CH-127       |
| 1988年9月21日  | オリジナルベスト12                         | テイチク         | 25CH-27        |
| 1988年9月21日  | デュエットベスト12                         | テイチク         | 25CH-28        |
| 1988年9月21日  | ビッグ演歌ベスト12                         | テイチク         | 25CH-29        |
| 1988年10月25日 | '88有線演歌ベストヒット〜北の旅人〜        | ミノルフォン     | 32KCD-148      |
| 1988年11月25日 | 巷の流行歌〜城ヶ崎ブルース〜               | ミノルフォン     | 32KCD-151      |
| 1988年12月21日 | 男と女の流行歌〜人生いろいろ・港の五番町〜 | ミノルフォン     | 32KCD-154      |
| 1989年6月25日  | 夜霧よ今夜も有難う                         | ミノルフォン     | 32KCD-165      |
| 1990年6月25日  | ベストヒット演歌16                         | ミノルフォン     | TKCA-30093     |
| 1990年10月25日 | ナレーションで綴る 酒場うた・おんな歌      | ミノルフォン     | TKCA-30158     |
| 1991年6月21日  | ヒット曲集                                 | テイチク         | TECA-30263     |
| 1991年10月25日 | 全曲集                                     | テイチク         | TECA-30308     |
| 1991年11月21日 | デュエット全曲集                           | テイチク         | TECA-30335     |
| 1992年1月25日  | 全曲集'92                                  | ミノルフォン     | TKCA-30498     |
| 1992年5月21日  | 男の哀愁 増位山ヒット曲集                  | テイチク         | TECA-30382     |
| 1992年10月25日 | 全曲集                                     | テイチク         | TECA-30425     |
| 1992年11月21日 | デュエット全曲集                           | テイチク         | TECA-30456     |
| 1993年11月21日 | 全曲集                                     | テイチク         | TECA-30502     |
| 1994年10月21日 | BEST SELLER 全曲集                         | テイチク         | TECA-30563     |
| 1994年10月21日 | BEST SELLER デュエット全曲集               | テイチク         | TECA-30564     |
| 1995年11月22日 | 増位山大全集                               | テイチク         | TECA-50677〜78 |
| 1997年5月21日  | 全曲集                                     | テイチク         | TECE-28014     |
| 1997年12月26日 | ふり向けば…増位山〜男の背中・恋の町札幌〜  | 徳間ジャパン     | TKCA-71324     |
| 1999年10月21日 | 全曲集                                     | テイチク         | TECE-32128     |
| 2000年9月21日  | 全曲集〜そんな女のひとりごと〜             | テイチク         | TECE-30188     |
| 2004年8月1日   | 定番ベスト                                 | テイチク         | TECE-1002      |
| 2009年8月21日  | ミリオンシリーズ                           | テイチク         | TECE-1042      |
| 2011年4月6日   | ゴールデン☆ベスト                          | テイチク         | TECE-1087〜88  |
| 2013年5月22日  | 男の浪漫〜ベストアルバム〜                 | テイチク         | TECE-3154      |
| 2013年11月20日 | 増位山太志郎〜盛り場・旅情歌謡を唄う〜     | テイチク         | TECE-3228      |
| 2014年11月19日 | 2015年全曲集                               | テイチク         | TECE-3287      |
| 2015年11月18日 | 2016年全曲集                               | テイチク         | TECE-3335      |
| 2015年12月16日 | 大全集                                     | テイチク         | TECE-3346〜47  |
| 2016年11月16日 | 2017年全曲集                               | テイチク         | TECE-3409      |
| 2017年10月18日 | 2018年全曲集                               | テイチク         | TECE-3446      |
| 2018年10月17日 | 2019年全曲集                               | テイチク         | TECE-3512      |
| 2019年10月16日 | 2020年全曲集                               | テイチク         | TECE-3545      |
| 2020年9月16日  | 2021年全曲集                               | テイチク         | TECE-3593      |
| 2021年10月20日 | 2022年全曲集                               | テイチク         | TECE-3644      |
| 2022年10月19日 | 2023年全曲集                               | テイチク         | TECE-3677      |
| 2023年10月18日 | 全曲集                                     | テイチク         | TECE-3707      |

## 出演

### テレビ
- 大江戸捜査網 第528話「易者は殺しの暗号」（1982年） - 伊之吉役でゲスト出演
- 木曜8時のコンサート～名曲！にっぽんの歌～
- 金曜7時のコンサート～名曲！にっぽんの歌～

### CM
- 紀文食品